# Fältstafetten
Fältstafetten var en årligt återkommande hinderbanetävling i Göteborg. Det arrangerades av Korpens friidrottssektion från 1940-talet till 2005, i totalt 61 upplagor. Plats för arrangemanget var ofta Slottsskogen.
Arrangemanget var en lagtävling på tid, där de olika lagen genomförde lopp över terrängbanor under september månad. Bland delmomenten fanns kastning av handgranat, skytte och rodd. Kopplingen till Korpen innebar att anställda på olika företag ställde upp i "korplag". Liknande "fältstafetter" har genom åren även arrangerats på andra orter, inklusive Borås och Kungälv. Begreppet "fältstafett" har också använts som ett generellt begrepp för stafettlöpning i terräng.
2006 ställdes loppet in på grund av för få anmälda deltagare, sedan endast 100 av de planerade 150 lagen anmält sig några veckor före tävlingsstart.
Liknande hinderbanetävlingar arrangeras numera i Göteborg, bland annat som del av Tough Viking (mer extrema inslag).